# Escourou
L'Escourou est un ruisseau français, affluent du Dropt (ou Drot), qui coule dans les départements aquitains de la Dordogne et de Lot-et-Garonne.

## Hydronymie
Selon les sources, ce ruisseau s'appelle tantôt l'Escourou, l'Escouroux ou le Lescouroux. On trouve également mention du ruisseau de l'Escourou ou ruisseau de l'Escourrou et du ruisseau de Lescouroux.
Le nom de cette rivière est un dérivé du gascon escourre (fossé, déversoir) élargi par un suffixe -on, prononcé -oû /ũ/. 
La graphie étymologique est donc Escourroû (Escorron en norme occitane).
En occitan, le cours d'eau se nomme Escorós[réf. nécessaire].

## Géographie
L'Escourou prend sa source en Dordogne à près de 145 mètres d'altitude, près du lieu-dit les Fontanelles en limite des communes de Flaugeac et Saint-Julien-d'Eymet, un peu plus d'un kilomètre au sud du village de Flaugeac.
La presque totalité de son cours, hormis lors de son passage sur la commune de Sainte-Innocence, sert de limite naturelle aux communes qu'il borde, les cinq derniers kilomètres de son parcours séparant les départements de la Dordogne et de Lot-et-Garonne.
Entre Eymet et Soumensac, son cours est barré artificiellement, formant un plan d'eau de 120 hectares.
le lac de l'Escourou. Un kilomètre plus au sud, il conflue avec le Drot en rive droite, près du moulin de la Régie, en limite des communes d'Eymet et de La Sauvetat-du-Dropt, vers 40 mètres d'altitude.
Il est long de 15,9 km.

### Départements, communes et cantons traversés
L'Escourou arrose deux départements, et neuf communes réparties sur trois cantons :
- Dordogne
  - Canton de Sigoulès
    - Flaugeac (source), Mescoules,

  - Canton d'Eymet
    - Saint-Julien-d'Eymet (source), Fonroque, Saint-Julien-d'Eymet, Sainte-Innocence, Eymet (confluence)
- Lot-et-Garonne
  - Canton de Duras
    - Soumensac, La Sauvetat-du-Dropt (confluence)

### Principaux affluents
L'Escourou a onze petits affluents répertoriés par le Sandre. Les quatre principaux sont tous en rive droite : le ruisseau du Touron : 2,6 km, l'Escalette : 3,7 km, le ruisseau du Faure : 2,1 km et le Boudou : 3,6 km.

### Organisme gestionnaire
Le bassin versant de l'Escourou est couvert par le schéma d'aménagement et de gestion des eaux (SAGE) « Dropt ». Ce document de planification, dont le territoire correspond au bassin versant du Dropt, d'une superficie de 1 522 km2, a été approuvé le 13 janvier 2022. La structure porteuse de l'élaboration et de la mise en œuvre est le syndicat mixte EPIDROPT.